# Ulysses

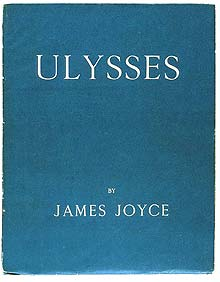
Umschlag der Erstausgabe (1922)

Ulysses (englisch für Odysseus, von lateinisch Ulixes) gilt als der bedeutendste Roman des irischen Schriftstellers James Joyce und als richtungsweisend für den modernen Roman.
Joyce beschreibt im Ulysses in 18 Episoden einen Tag, den 16. Juni 1904, im Leben des Leopold Bloom, seines Zeichens Anzeigenakquisiteur bei einer Dubliner Tageszeitung. In Anlehnung an Homers Irrfahrten des Odysseus lässt er den Leser an den (Irr-)Gängen seines Protagonisten durch Dublin teilhaben.
Joyce schildert dabei nicht nur die äußeren Geschehnisse, sondern auch die Gedanken seiner Protagonisten mit allen ihren Assoziationen, Erinnerungsfetzen und Vorstellungen. Die Sprache wird dabei ungeordnet und bruchstückhaft verwendet, „wie es der Person gerade durch den Kopf geht“. Dieses von Verfassern wie Arthur Schnitzler bekannte Stilelement, der sogenannte Bewusstseinsstrom oder Innerer Monolog, wird hier erstmals zentrales Gestaltungselement eines Romans.
Das vollständige Werk erschien erstmals 1922, in deutscher Sprache 1927.

## Entstehung
Ursprünglich war der Stoff des Romans als 13. Erzählung in dem Band Dubliner geplant, Joyce entschied sich jedoch anders und begann 1914 mit einer epischen Bearbeitung.
Ab 1918 erschienen Auszüge in mehreren Teilen zuerst in der amerikanischen Zeitschrift Little Review. Wegen Obszönität wurden die entsprechenden Ausgaben mehrfach vom United States Post Office beschlagnahmt. 1919 erschienen weitere fünf Fortsetzungen in der englischen Zeitschrift Egoist der Avantgardistin Harriet Weaver.
Am 2. Februar 1922, seinem 40. Geburtstag, erschien, einer selbstgesetzten Frist Joyce’ entsprechend, die Erstausgabe des Ulysses. Die Arbeit an dem Werk hatte ihn dermaßen erschöpft, dass er mehr als ein Jahr lang nicht schrieb. Die Erstausgabe erschien, verlegt durch Sylvia Beach, Besitzerin der Buchhandlung Shakespeare and Company (Rue de l’Odéon 12) in Paris, allerdings gekürzt um Passagen, die zu dieser Zeit als obszön galten. Die erste vollständige und von Joyce autorisierte deutsche Übersetzung durch Georg Goyert erschien 1927. Ursprünglich hatten die Kapitel des Romans Überschriften, die sich auf die Odyssee beziehen; in der letztlich publizierten Fassung hat Joyce sie weggelassen.
Das Manuskript des Ulysses befindet sich im Rosenbach Museum & Library in Philadelphia.

## Überblick
Ulysses lässt sich in Analogie zu Homers Odyssee in die drei Hauptteile gliedern:
- „Telemachie“ (Geschichten von Telemachos),
- „Odyssee“ (Irrfahrten des Odysseus) und
- „Nostos“ (Heimkehr).

Jedes der 18 Kapitel kann einer Episode aus dem homerischen Epos zugeordnet werden (das selbst 24 Gesänge umfasst). Dabei wird das jeweilige Thema nicht nur inhaltlich, sondern auch durch die stilistische Komposition dargestellt.
Joyce lässt den Leser einen ganzen Tag lang an den (Irr-)Gängen seines Protagonisten Leopold Bloom durch Dublin teilhaben, die in der Nacht schließlich in der Begegnung mit dem jungen Lehrer Stephen Dedalus kulminieren, nachdem sich beide während des Tages schon mehrmals begegnet sind. Auf diese Weise entsteht letztlich ein intensives und realistisches Bild der Stadt Dublin an jenem 16. Juni 1904:

„Ich möchte ein Abbild von Dublin erschaffen, so vollständig, daß, wenn die Stadt eines Tages plötzlich vom Erdboden verschwände, sie aus meinem Buch heraus vollständig wieder aufgebaut werden könnte.“

Stephen Dedalus ist auch der Protagonist der ersten drei Kapitel (Telemachie). Auch in Joyce’ gleichzeitig begonnenem, jedoch bereits 1916 veröffentlichtem Roman Ein Porträt des Künstlers als junger Mann ist dieser die Hauptfigur (siehe unter James Joyce). In der Telemach-Figur Stephen Dedalus hat Joyce sich selbst porträtiert. Besonders die ersten drei Kapitel beziehen sich in zahlreichen Anspielungen auf Joyce’ Leben. Richard Ellmann geht hierauf in seiner Joyce-Biografie ein.

## Das Gorman-Gilbert-Schema
Der Roman in seiner von Joyce nach vielfachen Überarbeitungen veröffentlichten Fassung besitzt keine Kapitelüberschriften. Der Autor hat aber einigen befreundeten Personen Schemata überlassen, die jedem Kapitel ein Organ, eine wissenschaftliche Disziplin, eine Farbe, ein Symbol, eine Technik zuordnen und die jeweiligen Protagonisten der Handlung mythischen und literarischen Personen zuordnet.
Die bekannteste und umfangreichste Version dieses „Schlüssels zum Roman“ ist das so genannte Gorman-Gilbert-Schema. Stuart Gilbert und Herbert Gorman veröffentlichten es 1930, um den Roman gegen den Vorwurf der Obszönität zu verteidigen.
Die von James Joyce 1921 für Gilbert im Schema als Lesehilfe angegebenen Stichworte erschließen sich meist nicht von selbst aus dem Text des jeweiligen Kapitels. Einzelne Zuordnungen und Verschlüsselungen werden nach wie vor in der Literaturwissenschaft kontrovers diskutiert.

## Besonderheiten des Romans

### Bewusstseinsstrom
Der Bewusstseinsstrom ist keine Erfindung von James Joyce, aber im Ulysses erstmals konsequent durchgehalten. Hierdurch erreichte Joyce die größtmögliche Nähe zu den Personen seines Romans, wenngleich dieses Vorgehen den Zugang zur Erzählung zunächst erschwert.
Analog zur Arbeitsweise des Bewusstseins verläuft der literarische „Sprachstrom“ nicht linear. Worte und Sätze sind unvollständig, das Thema ändert sich mitten im Satz. Wie Geräusche aus der Außenwelt in das Bewusstsein eindringen, so schieben sich die Beschreibungen davon als Schnipsel in den Verstand des Lesenden – die Assoziationen scheinen völlig frei zu fließen. Es können dabei Gedankeninhalte unterschiedlicher Personen ineinander übergehen, so dass nur noch die jeweils charakteristische Sprachebene eine Unterscheidung der Personen zulässt. Auf diese Weise konnte Joyce beliebig viele Anspielungen und Wortspiele im Roman unterbringen, wie er später stolz erklärte:

„Ich habe so viele Rätsel und Geheimnisse hineingesteckt, dass es die Professoren Jahrhunderte lang in Streit darüber halten wird, was ich wohl gemeint habe, und nur so sichert man sich seine Unsterblichkeit.“

Häufig, besonders im (zehnten) „Irrfelsen“-Kapitel, überlagern und überschneiden sich die Gedanken mehrerer Personen, die sich flüchtig begegnen, Straßengeräusche dringen kurz ins Bewusstsein ein oder bleiben gerade an dessen Schwelle stehen. Ereignisse, die sich gleichzeitig an verschiedenen Orten Dublins abspielen, durchdringen sich, stehen nebeneinander oder verschwimmen zu einem einzigen Eindruck.

### Sprache
Je nachdem, mit welcher Person Joyce den Bewusstseinsstrom synchronisiert, passt sich der Buchtext exakt der Person an. Handelt oder denkt Stephen Dedalus, der Intellektuelle, so hebt sich das Sprachniveau, lateinische Zitate werden eingefügt, der Satzbau ist kompliziert. Fokussiert sich die Aufmerksamkeit auf drei Mädchen, so nimmt der Text die Gestalt einer spätviktorianischen Liebes-Schmonzette an.
Im 14. Kapitel („Die Rinder des Sonnengottes“) wird das Wachstum eines Kindes im Leib der Mutter sprachlich symbolisiert, indem der Text sich schrittweise vom Altsächsischen bis zur modernen hiberno-englischen Umgangssprache entwickelt. Mit Hilfe wechselnder Sprachstile vollzieht der Text gleichsam die „Ontogenese“ der englischen Sprache von frühesten angelsächsischen Dokumenten wie dem Beowulf ausgehend über Jean de Mandeville, Daniel Defoe, Laurence Sterne, Edward Gibbon, Thomas Carlyle, John Ruskin, Oscar Wilde bis hin zu moderner irisch-englischer Umgangssprache. Mit der Geburt des Kindes („Hoopsa boyaboy hoopsa!“) erblickt gleichzeitig die Gossensprache das Licht der (literarischen) Welt.
Das siebte Kapitel („Äolus“) ist vollständig in Form kurzer Zeitungsartikel verfasst.
Das letzte Kapitel, der berühmte Schlussmonolog von Blooms Frau Molly, „Penelope“ genannt, besteht aus acht langen Sätzen ohne Interpunktionszeichen, die den Leser Mollys Bewusstseinsstrom miterleben lassen.

### Subjektive Zeit und das Phänomen der Begegnung
Zeit verstreicht im Ulysses nicht ausschließlich geradlinig. An einigen Stellen kann der Zeitpunkt im Roman objektiv festgelegt werden, etwa durch eingefügte Uhrenschläge, Kirchenglocken oder den mittäglichen Böllerschuss.
In ihrem Ablauf, als kontinuierlicher Prozess, ist die Romanzeit dagegen subjektiv und vom individuellen Erleben bestimmt. Bestenfalls verbringen einige Individuen gemeinsam einen Zeitabschnitt. In diesem Fall wird die objektive Zeitdauer des kollektiv Erlebten unscharf. Im Extremfall können räumlich weit getrennte, aber exakt gleichzeitig stattfindende Ereignisse im Roman in einem Satz oder Textabschnitt „stattfinden“ und sich gegenseitig durchdringen, das heißt in einen Bezug zueinander gesetzt werden. Zeitliche Deckungsgleichheit macht die exakte Bestimmung des Ortes wiederum unmöglich.
Im Gegensatz zur linear kohärenten Zeitstruktur des klassischen realistischen Romans wagt es Joyce im Ulysses, die Zeit dem jeweiligen individuellen Erleben der Romanfiguren als innere Zeit oder „Lebenszeit“ anzupassen. Das literarische Mittel hierzu ist die Technik des inneren Monologs. Begegnen sich Individuen, so berühren sich kurzzeitig die Zeitebenen. Die Bewusstseinsmonologe verschmelzen, um sich unmittelbar danach wieder zu trennen. Es gelingt dem Roman, diese kurzfristige Synchronisation des individuellen Zeiterlebens und der Bewusstseinsebenen in äußerster sprachlicher Präzision wiederzugeben.

### Erzählhaltung, Rolle des Lesers
Die Genauigkeit, in der die alltäglichen Begegnungen und die Gedanken der Protagonisten reproduziert sind, lässt Erläuterungen eines Erzählers nicht zu. Die Distanz zwischen Erzählendem und Lesendem ist weitestgehend aufgehoben (es sei denn, die Erzähltechnik unterliegt den Gattungskonventionen, wie zum Beispiel im 13. Kapitel Nausikaa). Der Leser muss die Ereignisse und Personen selbst ordnen, er „lebt mit“ den agierenden Personen. Der Autor überlässt den Leser unmittelbar dem Geschehen und den handelnden Personen und tritt (auf den ersten Blick) selbst vollständig zurück.
Die völlige Aufhebung jeder Distanz zwischen den Romanfiguren und dem Leser, die den Erzähler und die Vorstellung eines Autors (vgl. impliziter Autor) vordergründig ins Nichts verschwinden lässt, gehört zum Faszinierendsten, was Ulysses seinen Lesern bieten kann. Aber da der Autor, Joyce, allein bestimmt, welche Aspekte des 16. Juni 1904 er dem Bewusstsein des Lesers zukommen lässt, ist dieser somit aufs Äußerste, in jedem Wort, präsent. Für die Dauer der Lektüre kontrolliert der Autor das Bewusstsein des Lesers, der sich in bis dahin literarisch-technisch nie für möglich gehaltenem Ausmaß darauf einlassen muss.
Der Roman erfordert einen neuen Typ Leser, der sich im Buch ohne Führung und Kommentar des Erzählers zurechtfindet. Der Leser „geht im Buch spazieren“ wie ein wirklicher Wanderer durch eine wirkliche Stadt.
Am Ende des Buches hat der Leser, der sich auf Joyce einlässt, einen echten Tag im Dublin des Jahres 1904 erlebt, mit allen Eindrücken, die ein Lebenstag mitbringt. Joyce meinte, aus seinem Buch könne man Dublin vollständig rekonstruieren. Dennoch ist dieser Alltag nur insofern authentisch, als er dem subjektiven Erleben seines Romanautors entspricht.
Mehr noch als die angeblich „pornografischen“ Passagen des Buches (die auf den heutigen Leser kaum noch anstößig wirken) verstörte diese radikal neue Schreibweise Joyce’ seine Leser. Nur langsam entwickelte sich das Verständnis für James Joyce und sein Werk.

### Bezug zur Odyssee
Parallel zu Homers Versepos Die Odyssee gliedert sich Ulysses in drei große Teile: Telemachie, Odyssee, Nostos. Diesen sind wiederum 18 (3+12+3) Episoden aus dem Epos zugeordnet. Ursprünglich hatten die Kapitel des Romans Überschriften, die sich auf die Odyssee beziehen; in der letztlich publizierten Fassung hat Joyce sie weggelassen.
Motive aus den jeweiligen Gesängen der Odyssee spielen in die Ulysses-Kapitel hinein. Die homerischen Parallelen sind bei Joyce jedoch vielfach gespiegelt, gebrochen und verändert. Ein Beispiel dafür ist das 14. Kapitel „Die Rinder des Sonnengottes“: In der Odyssee landen Odysseus und seine Gefährten nach langer Fahrt auf einer Insel, auf der die dem Sonnengott Helios heiligen Rinder weiden. Trotz aller Warnungen schlachten die hungrigen Griechen einige Rinder, worauf der erzürnte Gott sie zur Strafe wieder aufs Meer treibt. Joyce versteht die Rinder als Fruchtbarkeitssymbol. Von Fruchtbarkeit, der schwierigen Geburt eines Kindes, handelt auch das Kapitel. Die Sprache vollzieht die Geburt und Entwicklung des Kindes formal anhand der zeitlichen Entwicklung der englischen Sprache nach (s. o. zur Sprache). Die Medizinstudenten, die sich im Krankenhaus betrinken, machen sich mit ihren zotigen Witzen über Fruchtbarkeit und Sexualität lustig und versündigen sich in den Augen Leopold Blooms an der Fruchtbarkeit, am Leben. Bloom nimmt hier also die Rolle des Sonnengottes an, der zufällig in diesem Augenblick so aussieht wie ein irischer Anzeigenakquisiteur jüdischer Abstammung.

## Inhalt

### Telemachie

#### 1. Kapitel – Telemachos
16. Juni 1904, es ist etwa acht Uhr am Morgen. Stephen Dedalus begibt sich auf die Brüstung des Martello Tower von Sandycove, etwa 14 km vom Stadtzentrum Dublins entfernt, zu seinem Mitbewohner Buck Mulligan. In diesem Wehrturm wohnte Joyce 1904 tatsächlich für etwa eine Woche mit dem Medizinstudenten und Hobbyschriftsteller Oliver St. John Gogarty (1878–1957), der das Vorbild für Buck Mulligan ist. Joyce hatte Hoffnungen, die Freundschaft mit Gogarty in diesem Turm wieder aufleben zu lassen, als Künstlergemeinschaft im Sinne einer Renaissance irischen Freigeistes. Doch das erste Kapitel gibt Zeugnis von der zerbrochenen Beziehung. Den permanenten selbstverliebten Sticheleien Mulligans begegnet Stephen nur mehr mit noch mürrischerer Introvertiertheit.

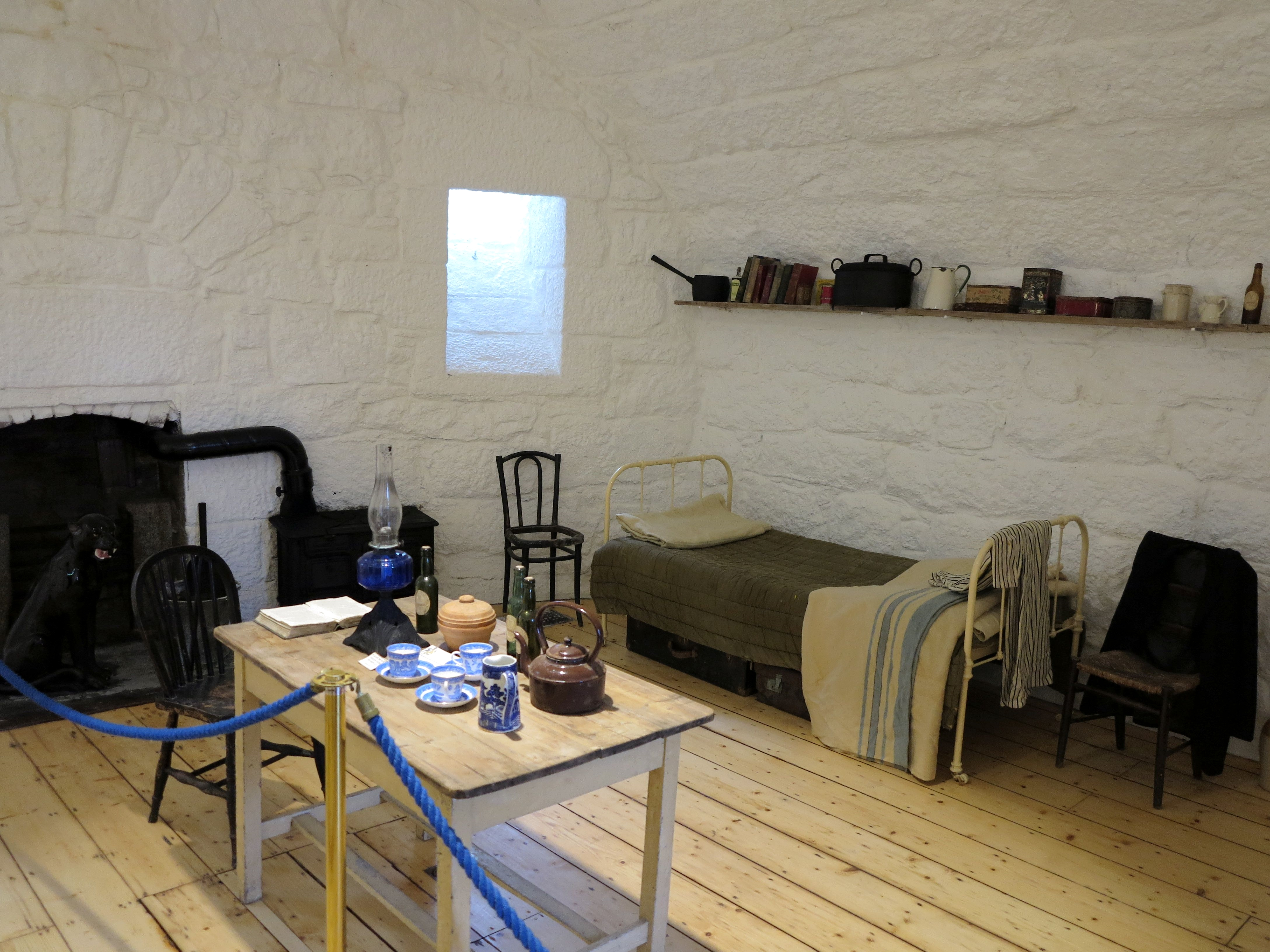
Martello Tower, Sandycove, heute James Joyce Tower & Museum. Rekonstruiertes Wohn- und Schlafzimmer

Noch berührt vom kürzlichen Tod seiner Mutter, beschwert sich Stephen bei Mulligan über die nächtlichen Eskapaden des elitären Engländers Haines (ähnlich dem französischen haine, der Hass), der zu dieser Zeit ebenfalls dort nächtigt. Auch die Figur Haines’ entspricht einer realen Person: dem Studenten Samuel Chevenix Trench aus Oxford, der hier als Symbol für einen überheblich-freundlichen britischen Kolonialismus eingesetzt wird – oder wie Joyce es formuliert – „Horn eines Stieres, Huf eines Pferds, Lächeln eines Sachsen.“ Trench wurde von Gogarty hofiert, und so nutzt Joyce dieses Duo als Sinnbild für das usurpierte Irland: Mulligan als Verräter Irlands und kleingeistiger Versemacher, Haines als der nachsichtige, reiche Engländer, der Irland mit dem überheblichen Auge eines Touristen in Augenschein nimmt.
Nach einem kargen Frühstück verkündet Haines, in die Bibliothek zu gehen. Mulligan möchte erst ein Bad in der See nehmen. Nachdem alle den Turm verlassen haben, unterhalten sie sich noch einige Minuten, dann macht sich Stephen allein auf den Weg. Ihm wird klar, dass er am Abend nicht in sein Domizil zurückkehren wird. Wie Telemachos in der Odyssee bricht er auf, um – im übertragenen Sinne – seinen verschollenen Vater zu suchen, den er später in Leopold Bloom finden wird.
- Ort: Martello-Turm, Dublin
- Uhrzeit: 8 Uhr morgens
- Organ: –
- Wissenschaft: Theologie
- Farbe: weiß, gold
- Symbol: Erbe
- Technik: Erzählung (jung)
- Korrespondenzen:
  - Stephen: Telemachos, Hamlet
  - Buck Mulligan: Antinoos (einer der beiden Hauptfreier Penelopes)
  - Milchfrau: Mentor

#### 2. Kapitel – Nestor
In diesem Kapitel geht Stephen seiner Arbeit als Hilfslehrer in Geschichte nach. Auch hier gibt es autobiographische Hintergründe. Im Jahr 1904 unterrichtete Joyce an der Clifton School in Dalkey. Dem Schulleiter Francis Irwin ist die Figur des patriotischen Mr. Deasy im Ulysses nachempfunden.
Mit zwei Personen kommt Stephen im Laufe des Kapitels näher ins Gespräch. Nach dem Ende der Schulstunde, als die Schüler sich eilig zum Hockeyspielen verabschieden, ist es zunächst der schüchterne Cyril Sargent, der ihn um Hilfe bei Mathematik-Aufgaben bittet. Stephen sieht sich selbst in dem Schüler: „Meine eigene Kindheit krümmt sich da neben mir.“ Schließlich begibt er sich in das Arbeitszimmer von Mr. Deasy, um sich sein Gehalt abzuholen. Dort muss er sich Auslassungen über die grassierende Rinderseuche, über Sparsamkeit und den Sinn des Lebens anhören. Mr. Deasy als Nestor ist hier nicht im übertragenen Sinne eines Weisen und Ratgebers zu verstehen, sondern ganz analog zur Odyssee: Dort sucht Telemach den alten König Nestor auf, um Informationen über seinen Vater zu erhalten. Doch Nestor weiß nichts über dessen Verbleib und hält ihn lediglich mit seiner Beredsamkeit auf.
Der Leserbrief, den Mr. Deasy im Zusammenhang mit der Maul- und Klauenseuche Stephen übergibt, damit er ihn an bekannte Redakteure der Tagespresse weiterreiche, verweist auf damals aktuelle politische Hintergründe. So schrieb Joyce selbst 1912 einen Aufsatz über „Politik und Viehkrankheit“. England nutzte einzelne Fälle der Viehkrankheit für ein Embargo gegen das selbstbewusste Irland, das auf die Exporte nach England angewiesen war. Irland sollte in seine Schranken verwiesen werden.
Einige Motive des Telemach-Kapitels werden wieder aufgegriffen. So erweist sich Mr. Deasy ebenso wie bereits Haines als unverhohlener Antisemit: Die „jüdischen Kaufleute haben ihr Zerstörungswerk bereits begonnen. Old England liegt im Sterben.“ Der irische Freiheitskampf gegen England taucht im Gespräch mit Mr. Deasy ebenfalls mehrfach auf, etwa mit Verweisen auf Daniel O’Connell und die Orange Logen. Auch das Mutter-Motiv wird thematisiert: Zunächst in jenem Nonsens-Rätsel, das Stephen seiner Schulklasse in Gedichtform präsentiert – der Fuchs, der seine Großmutter begräbt, ist letztlich Stephen selbst, den noch der Verlust seiner Mutter schmerzt. Und Cyril Sargent lässt Stephen an seine Mutter denken: „Und doch hatte ihn eine geliebt, hatte ihn auf ihren Armen getragen und in ihrem Herzen.“
- Ort: Schule, Dublin
- Uhrzeit: 10 Uhr morgens
- Organ: –
- Wissenschaft: Geschichte
- Farbe: braun
- Symbol: Pferd
- Technik: Katechismus (persönlich)
- Korrespondenzen:
  - Deasy: Nestor
  - Sargent: Peisistratos (Sohn des Nestor und Freund des Telemachos)
  - Mrs O’Shea: Helena

#### 3. Kapitel – Proteus
Der Meeresgott Proteus ist ein Meister der Verwandlung. Als Menelaos sich an ihn wandte, um eine Weissagung zu erhalten, verwandelte er sich in eine Vielzahl von Tieren und Gestalten, bevor er ihm schließlich – von dessen Geduld ermattet – eine Antwort gab.
Im Proteus-Kapitel des Ulysses ist es ein Hund, der diese Verwandlungen durchmacht – jedoch in der Phantasie von Stephen, der den Hund bei seinem Spaziergang am Strand von Sandymount beobachtet. Das Umhertollen des Hundes, bis dieser schließlich auf einen Hundekadaver trifft („Ach, du armes Hundeaas, du! Hier liegt des armen Hundeaases Aas.“ – Und nicht ganz zufällig hatte auch Buck Mulligan Stephen als „Hundeaas“ bezeichnet), beschreibt Joyce in einer furiosen, kraftvollen und metaphernreichen Prosa.
Das Kapitel ist geprägt vom Gedankenstrom Stephens. Der Wechsel zwischen Realem und Gedachtem erfolgt unangekündigt und wird dem Leser häufig erst im Nachhinein bewusst. Der Spaziergang hat offensichtlich kein Ziel – eine Rückkehr zum Martello Tower kommt nicht in Betracht, und ein anderes Zuhause hat Stephen nicht. Er fragt sich, ob er seiner Tante einen Besuch abstatten sollte, doch während er nachsinnt, verpasst er den Weg zu ihr („An der Abzweigung zu Tante Sara bin ich schon vorbei. Geh’ ich denn nicht hin? Anscheinend nicht.“). Schließlich lässt er sich nieder und schreibt einige Gedichtzeilen. Zum Ende des Kapitels erblickt er einen Dreimaster, „ein schweigendes Schiff“, das „heimwärts, stromauf“ fährt – ein Hinweis darauf, dass Stephen in Dublin keine Heimat mehr sieht.
- Ort: Strand
- Uhrzeit: 11 Uhr morgens
- Organ: –
- Wissenschaft: Philologie
- Farbe: grün
- Symbol: Gezeiten
- Technik: Monolog (eines Mannes)
- Korrespondenzen:
  - Proteus: Ursuppe
  - Kevin Egan: Menelaos
  - Muschelsammler: Megapenthes (ein Sohn des Menelaos)

### Odyssee

#### 4. Kapitel – Kalypso
Zur gleichen Zeit wie Mulligan bereitet auch Leopold Bloom das Frühstück in seinem Haus in der Eccles Street 7 für seine Frau Molly und dann für sich zu. Der Leser wird mit der Gedankenwelt Blooms vertraut gemacht. Die äußeren Handlungen und Eindrücke vermischen sich mit seinen persönlichen Empfindungen und Gedanken. Beim Metzger Dlugacz in der Nachbarschaft kauft er eine Schweineniere, die er dann brät: „Den feinen Tee-Dunst riechen, Dampf von der Pfanne, zischende Butter. Nahe sein ihrem schwellenden bettwarmen Fleisch. Ja, ja.“ Er bringt Molly das Frühstück und die Morgenpost ans Bett, die einen Brief ihres Liebhabers Blazes Boylan enthält („Während er das Rouleau in sanften Rucken halb hochließ, bemerkte sein rückwärtiges Auge, wie sie einen Blick auf den Brief warf und ihn dann unter ihr Kissen steckte.“). Fast brennt ihm die Niere an – beim Frühstück liest er dann in der Küche den Brief seiner Tochter Milly.
Danach begibt sich Bloom mit der Zeitung auf das Klohäuschen im Hofe, um sich zu erleichtern: „In Ruhe las er, seinen Drang noch unterdrückend, die erste Spalte und begann, schon nachgebend, doch mit Widerstreben noch, die zweite. Auf ihrer Mitte angelangt, gab er seinen letzten Widerstand auf und erlaubte seinen Eingeweiden, sich zu erleichtern, ganz so gemächlich, wie er las, und immer noch geduldig lesend, die leichte Verstopfung von gestern ganz verschwunden. Hoffentlich ists nicht zu groß, geht sonst mit den Hämorrhoiden wieder los. Nein, grade richtig. So. Ah! Bei Hartleibigkeit eine Tablette Cascara sagrada.“ Seine Gedanken drehen sich auch um eine bevorstehende Beerdigung, an der er teilnehmen muss. Bevor er das Klohäuschen betritt, achtet er darauf, seine Hosen nicht dreckig zu machen. Am Ende des Kapitels versucht er herauszufinden, zu welcher Uhrzeit die Beerdigung stattfinden soll.
Der Titel des Kapitels verweist auf Molly, die hier mit der Nymphe Kalypso, die von Odysseus verlassen wird, in Verbindung gebracht wird. Am Abend, bei Blooms Rückkehr, wird sie Penelope sein.
- Ort: zu Hause
- Uhrzeit: 8 Uhr morgens
- Organ: Niere
- Wissenschaft: Wirtschaft
- Farbe: orange
- Symbol: Nymphe
- Technik: Erzählung (erwachsen)
- Korrespondenzen:
  - Calypso: die Nymphe
  - Dlugacz: der Widerruf (Recht)
  - Zion: Ithaca

#### 5. Kapitel – Lotophagen
Bloom beginnt seine Wanderung durch Dublin. In diesem Kapitel, das Joyce dem Narzissmus zugeordnet hat, sind Körperpflege und -geruch die vorherrschenden Themen, das Motiv der Blume (Lotos) durchzieht den Text. Auf Umwegen geht Bloom zum Postamt und holt einen Brief ab. Wir erfahren, dass er unter dem Pseudonym „Henry Flower“ mit einer gewissen Martha korrespondiert, wodurch diese Konnotation seines Namens verstärkt wird. Der Brief enthält eine zerdrückte gelbe Blume: „Er riß mit Ernst die Blume aus der Nadelheftung, roch ihren fast gar keinen Ruch und brachte sie an seiner Herztasche an. Blumensprache. Die mögen sie, weil keiner sie hören kann.“ Das Postskriptum des Briefes („PS: Sag mir doch, was für ein Parfum benutzt Deine Frau.“) beschäftigt ihn den ganzen Tag.

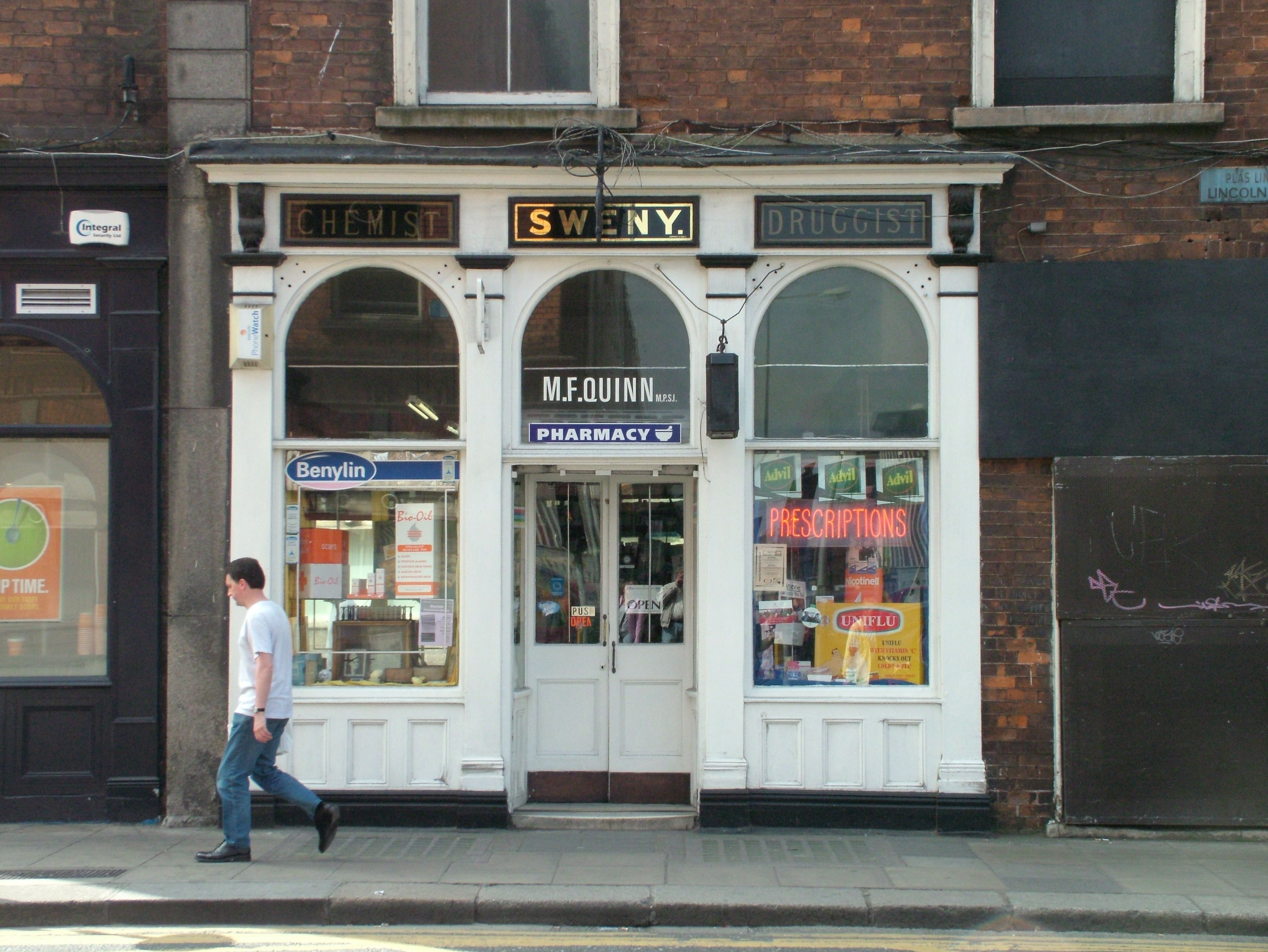
Sweny’s Drogerie im Mai 2007

In Sweny’s Drogerie kauft Bloom die berühmte Zitronenseife („Süßes zitroniges Wachs“), deren Duft ihn ebenfalls den ganzen Tag – und somit den ganzen Roman – begleiten wird. Sogar der Körpergeruch des Drogisten spielt während des Kaufes in Blooms Gedanken eine Rolle: „Der Drogist blätterte Seite um Seite zurück. Sandgelb verschrumpelt, so riecht er scheints auch.“ Danach trifft Bloom auf einen flüchtigen Bekannten („Bantam Lyons’ schwarznägelige Finger entrollten den Stab. Braucht auch mal ne Waschung. Daß wenigstens der gröbste Dreck runterkommt.“). Durch ein Missverständnis meint dieser, Bloom hätte ihm einen Tipp für das nachmittägliche Pferderennen gegeben.
Das Kapitel endet mit der Vorfreude auf sein Bad in einer öffentlichen Badeanstalt, einer beruhigten narzisstischen Betrachtung seines Körpers im Wasser: „Er sah im Geiste seinen bleichen Leib darin ruhen, lang ausgestreckt und nackt […] und sah die dunklen verstrickten Löckchen seines Büschels fluten […], eine schlaffe flutende Blume.“
- Ort: Bad
- Uhrzeit: 10 Uhr morgens
- Organ: Genitalien
- Wissenschaft: Botanik, Chemie
- Farbe: –
- Symbol: Eucharistie
- Technik: Narzissmus
- Korrespondenzen:
  - Lotophagen/Lotosesser: Kutschenpferde, Kommunikanten, Soldaten, Eunuchen, Badende, Cricket-Zuschauer

#### 6. Kapitel – Hades
Nachdem Bloom sich für die Beerdigung frisch gemacht hat, fährt er mit der Kutsche zur Beisetzung. In der Kutsche sitzt auch Stephens Vater, Simon Dedalus. Bloom erblickt Stephen – zum ersten Mal an diesem Tag kreuzen sich ihre Wege – und macht Simon auf ihn aufmerksam: „Da ist grad ein Freund von Ihnen vorbeigegangen, Dedalus, sagte er. – Wer denn? – Ihr Sohn und Erbe.“
Das Gespräch der Passagiere dreht sich – neben Alltäglichem wie der Straßenbahn – um den Tod, um Arten des Sterbens und um Begräbnisse. Entsprechend beherrscht dieses Thema die Gedanken Blooms, für den es unbewusst zum einen mit dem Tod seines Vaters, der sich das Leben genommen hat, zum anderen mit dem Tod seines ersten Kindes – seines Sohnes Rudy, der bereits als Kind starb – verknüpft ist. Immer wieder geht es deshalb bei seinen Reflexionen auf dem Friedhof um Vater-Sohn-Beziehungen, aber auch um die ersten Jahre seiner Ehe, um Schwangerschaft und die Mutter-Kind-Beziehung: „Nur Mutter und totgeborenes Kind werden zusammen in einem Sarg beerdigt. Seh den Sinn schon ein. Ganz klar. Schutz für den Kleinen so lange wie möglich, selbst in der Erde noch.“
Nachdem der Sarg in die Erde gelassen ist, streift Bloom über den Friedhof und denkt noch lange über den Tod nach: „Meins liegt da drüben, nach Finglas zu, die Grabstelle, die ich gekauft hab. Mama, die arme Mama, und der kleine Rudy.“
Der Titel des Kapitels verweist auf den Hades, den Ort der Toten in der griechischen Mythologie.
- Ort: Friedhof
- Uhrzeit: 11 Uhr morgens
- Organ: Herz
- Wissenschaft: Religion
- Farbe: weiß, schwarz
- Symbol: Totengräber
- Technik: Inkubismus
- Korrespondenzen:
  - Dodder, Grand Canal, Royal Canal, Liffey: die vier Flüsse des Hades (Styx, Acheron, Lethe, Kokytos)
  - Cunningham: Sisyphus
  - Father Coffey: Cerberus
  - Hausmeister: Hades
  - Daniel O’Connell: Herkules
  - Dignam: Elpenor (ein Gefährte des Odysseus, der bei Circe betrunken vom Dach gestürzt und gestorben war.)
  - Parnell: Agamemnon
  - Menton: Ajax

#### 7. Kapitel – Äolus
In der Setzerei der Tageszeitung versucht Bloom dann, eine Annonce in der Nachmittagsausgabe zu platzieren. Nachdem er das Büro seines Vorgesetzten verlassen hat, kommt Stephen herein, um den Leserbrief für Mr. Deasy abzugeben. Er erzählt den Zeitungsleuten eine Dubliner-Geschichte von zwei alten Jungfern.

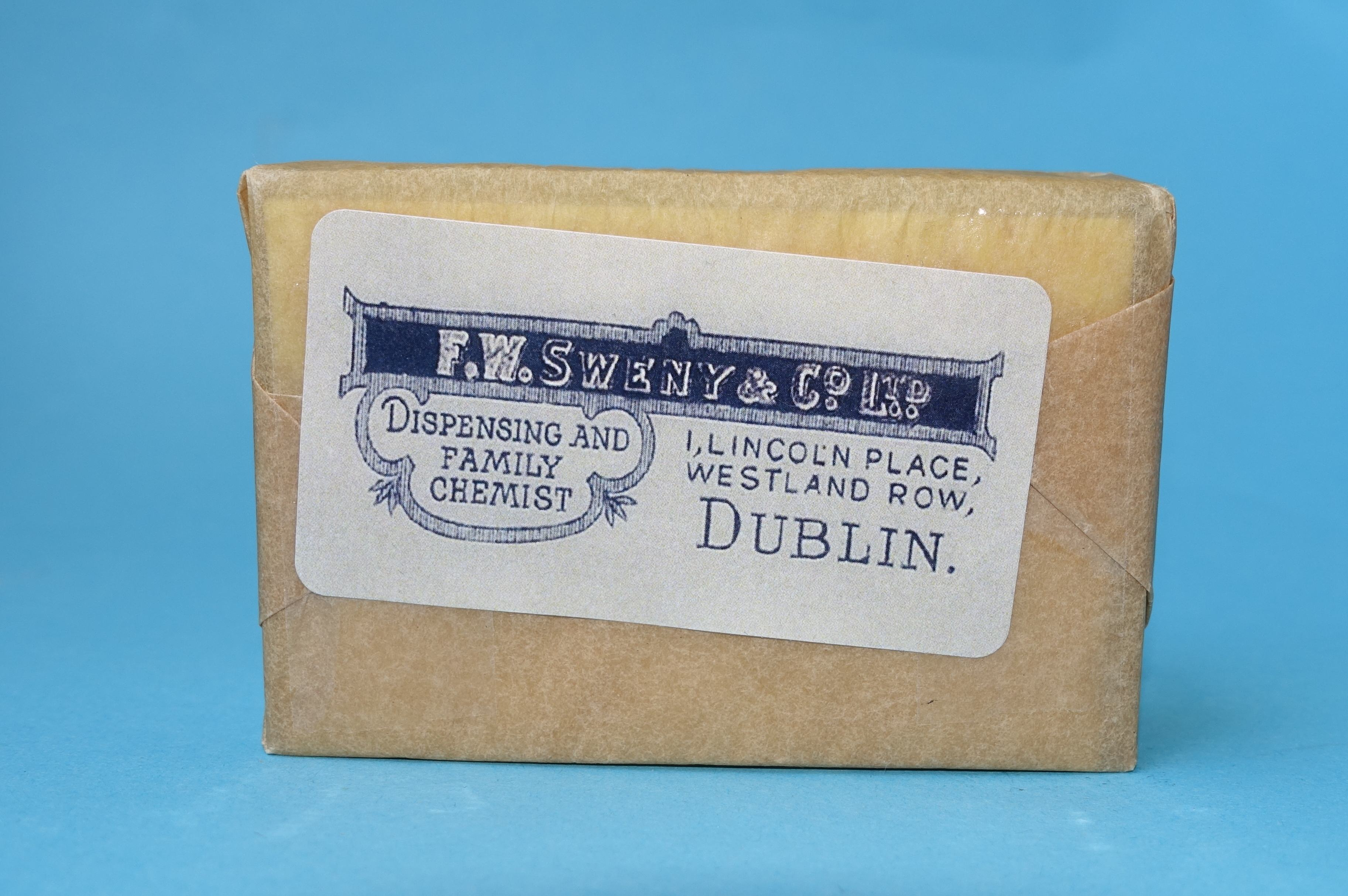
Zitronenseife aus Sweny's Pharmacy in Dublin

Das Kapitel ist eigentlich als Fließtext verfasst, wird jedoch optisch gegliedert, indem es abschnittweise mit den Inhalt zusammenfassenden Überschriften versehen wird. So entsteht der Eindruck von Zeitungsartikeln. Ein Absatz, in dem der Postwagen beschrieben wird, trägt dabei zum Beispiel den Titel „THE WEARER OF THE CROWN“ („Der Träger der Krone“), oder wenn Bloom sich mit der Zitronenseife in seiner Tasche beschäftigt, heißt es: „ONLY ONCE MORE THAT SOAP“ („Nur einmal noch die bewusste Seife“).
Die Titel sind so gewählt, dass sie tatsächlich journalistische und feuilletonistische Themen aufgreifen könnten, der Inhalt des Kapitels wird somit ironisch gebrochen. Gegen Ende werden die Überschriften dann ins Absurde gedreht, verdoppelt und verdreifacht: „DIMINISHED DIGITS PROVE TOO TITILLATING FOR FRISKY FRUMPS. ANNE WIMBLES, FLO WANGLES – YET CAN YOU BLAME THEM?“ („Verringerte Finger erweisen sich als zu prickelnd für fröhliche alte Frauenzimmer. Anne popelt, Flo pupt – doch kann man’s verübeln?“)
- Ort: Zeitungsredaktion
- Uhrzeit: 12 Uhr
- Organ: Lungen
- Wissenschaft: Rhetorik
- Farbe: rot
- Symbol: Herausgeber
- Technik: enthymemisch
- Korrespondenzen:
  - Crawford: Aeolus
  - Inzest: Journalismus
  - Schwimmende Insel: Presse

#### 8. Kapitel – Lästrygonen

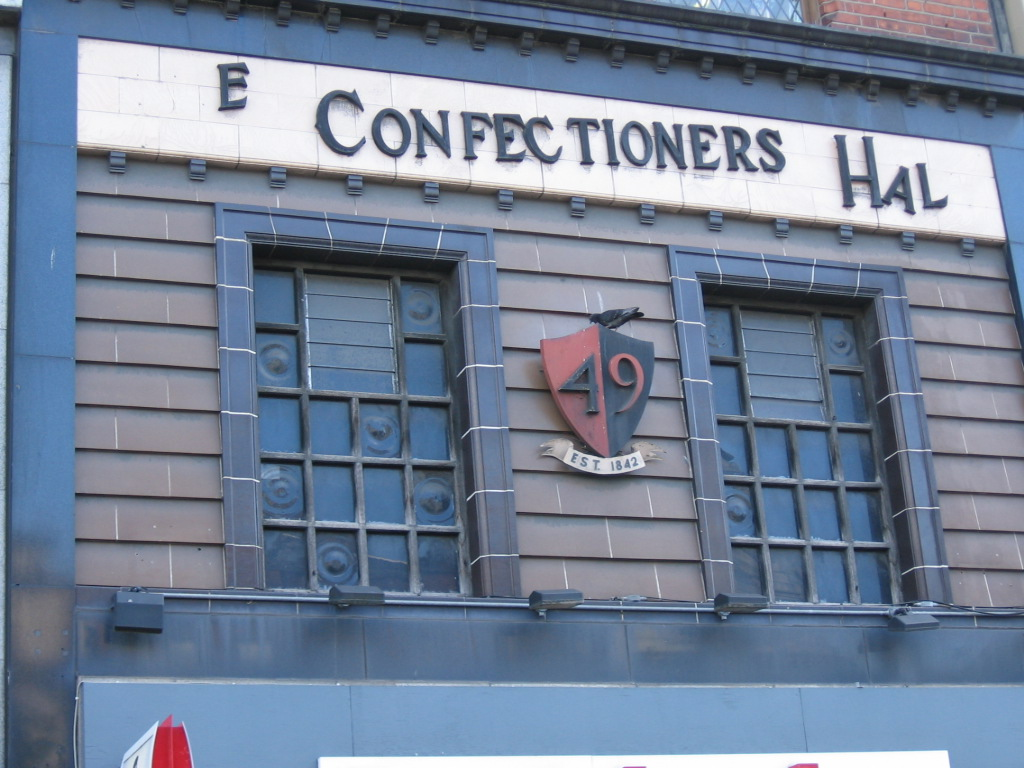
“Pineapple rock, lemon platt, butter Scotch”, Juni 2009

Bloom bekommt Hunger, ist jedoch durch die Gier der Gäste (die Laistrygonen der Odyssee sind ein menschenfressendes Riesenvolk) und den Dunst in „Burtons Restaurant“ angewidert und verlässt es stehenden Fußes wieder, um bei Davy Byrne ein Gorgonzola-Sandwich mit Senf zu essen.
Entsprechend geht es in diesem Kapitel auch auf allen sprachlichen Ebenen ums „Fressen“. Es werden nicht nur – wie direkt zu Beginn – dauernd Lebensmittel benannt („Pineapple rock, lemon platt, butter scotch.“ „Ananas-Bonbons, Zitronenzöpfe, Buttertoffee.“), sondern auch wenn Bloom über andere Themen nachdenkt, wie zum Beispiel die Dominanz der katholischen Kirche und der Priester in Irland, tut er dies in entsprechender Terminologie: „Die fressen einem noch die Haare vom Kopf herunter. Selber keine Familie zu füttern. Leben vom Fett des Landes.“ Und selbst der Erzähler greift das Thema auf: „Seine Augen […] erblickten ein Ruderboot, das […] seinen bepflasternden Bord auf der siruppigen Dünung schaukeln ließ.“
Am Ende des Kapitels bemerkt Bloom zufällig Blazes Boylan, den Liebhaber seiner Frau. Sein Gedankenstrom bricht abrupt ab, er flieht in die Bibliothek.
- Ort: Mittagessen
- Uhrzeit: 1 Uhr nachmittags
- Organ: Speiseröhre
- Wissenschaft: Architektur
- Farbe: –
- Symbol: Polizisten (Constables)
- Technik: peristaltisch
- Korrespondenzen:
  - Antipathes: Hunger
  - der Köder: Essen
  - Lästrygonen: Zähne

#### 9. Kapitel – Scylla und Charybdis
Dieses Kapitel spielt in der Nationalbibliothek. Hauptsächlich geht es um das Werk Shakespeares, das in den Gesprächen zwischen Stephen, Mulligan und einigen Gelehrten mit Leben gefüllt wird. Entgegen einer rein ästhetischen Deutung („Ich [Russell] finde, wenn wir die Poesie des König Lear lesen, was schert es uns, wie der Dichter lebte?“) legt Stephen seine biographische Interpretation vor. Diese kulminiert in der – von Stephen selbst nicht ernst genommenen – These über Hamlet, dass der Geist des Königs Shakespeare selbst und Prinz Hamlet die Verkörperung des mit elf Jahren verstorbenen unbekannten Sohnes des Dichters, Hamnet, darstelle: „Was seine Familie betrifft, sagte Stephen, so lebt seiner Mutter Name im Wald von Arden. Ihr Tod brachte ihm die Szene mit Volumnia im Coriolan. Seines Knabensohns Tod ist die Sterbeszene des jungen Arthur im König Johann. Hamlet, der schwarze Prinz, ist Hamnet Shakespeare.“
In dem Kapitel geht es jedoch auch um Buchwissen in größerem Rahmen. Berühmte Namen der Weltliteratur (Platon, Boccaccio, Cervantes, Goethe, Maeterlinck, Dumas) wie der englischen (Wordsworth, Coleridge, Tennyson, Shelley) und der irischen Literatur (Yeats, Shaw) werden aufgerufen.
Die Bücher werden zueinander in Beziehung gesetzt – was auch auf das Verfahren verweist, das Joyce selbst in seinem Ulysses anwendet: „Heute würden wir natürlich keine nordische Sage mehr mit einem Roman-Exzerpt von George Meredith kombinieren […]. Er [Shakespeare] verlegt Böhmen ans Meer und läßt Odysseus Aristoteles zitieren.“
Obwohl Bloom sich ebenfalls in der Bibliothek befindet, treffen Stephen und er sich jedoch nicht, da Bloom es vorzieht, das Gesäß einer Statue der Venus Kallipygos eingehender zu betrachten. Der Titel des Kapitels verweist auf seine Versuche, niemandem direkt zu begegnen, und auf die Thesen und Antithesen, mit denen Stephen und seine Gesprächspartner ihren dialektischen Disput führen.
- Ort: Bibliothek
- Uhrzeit: 2 Uhr nachmittags
- Organ: Hirn
- Wissenschaft: Literatur
- Farbe: –
- Symbol: Stratford, London
- Technik: dialektisch
- Korrespondenzen:
  - die Felsen (Skylla): Aristoteles, das Dogma, Stratford
  - der Strudel (Charybdis): Platon, Mystizismus, London
  - Ulysses/Odysseus: Sokrates, Jesus, Shakespeare

#### 10. Kapitel – Symplegaden
Im Kapitel „Irrfelsen“ weicht Joyce von seinem literarischen Leitfaden ab: Die „Irrfelsen“ (αἱ συμπληγάδες Symplegaden) werden in der Odyssee nur erwähnt und bilden keine eigene Episode. Odysseus vermeidet sie vielmehr, von Kirke gewarnt, und nimmt den Weg zwischen Skylla und Charybdis hindurch. Die Irrfelsen – kleine Inseln, die sich hin- und herbewegen und Schiffe, die zwischen ihnen hindurchzusteuern suchen, zu zerschmettern drohen – werden vielmehr sowohl von den Argonauten auf ihrer Fahrt als auch von Aeneas auf seinem Weg nach Italien durchquert.
In 19 Episoden werden Erlebnisse unterschiedlicher Bürger von Dublin erzählt, teilweise überschneiden und durchdringen sich diese Begebenheiten wie auch die Bewusstseinsströme der Protagonisten. „Irrfelsen“, bewegliche Felsen, rahmen das Kapitel ein: Zu Beginn sehen wir Father Conmee, stellvertretend für den „geistlichen Felsen“ Irlands, die katholische Kirche, der dem Sohn des verstorbenen Paddy Dignam einen Platz im Jesuitenkolleg von Artane sichern will. Am Ende des Kapitels steht der irische Vizekönig, der mit seiner Eskorte zur Eröffnung eines Basars fährt, als „weltlicher Felsen“ der Macht. Die Liffey – als Bosporus interpretierbar – trennt dabei Osten und Westen. Zwischen zwei „fremden“ Mächten (Kirche, Großbritannien) droht Irland wie zwischen den Irrfelsen aufgerieben zu werden und sich selbst zu verlieren.
Im Irrfelsen-Kapitel verlässt der Roman Bloom und Stephen Dedalus für eine Stunde; nur selten taucht Blooms schwarzer Anzug oder ein gebildeter Stephen-Gedanke im Gewirr der Bewusstseine auf. Das Kapitel widmet sich den anderen Bürgern Dublins und ihrem Alltag.
- Ort: Straßen
- Uhrzeit: 3 Uhr nachmittags
- Organ: Blut
- Wissenschaft: Mechanik
- Farbe: –
- Symbol: Bürger
- Technik: Labyrinth
- Korrespondenzen:
  - Bosporus: Liffey
  - Europäische Bank: Vizekönig
  - Asiatische Bank: Conmee
  - Symplegaden: Gruppen von Bürgern

#### 11. Kapitel – Sirenen
Bloom speist mit Stephens Onkel Richie Goulding im Ormond-Hotel, während Blazes Boylan, der gerade auf dem Weg zu Molly ist, vorbeigeht. Blooms Gedanken sind von seiner Eifersucht geprägt, weshalb er seine Umwelt und auch die Reize der Bardamen Miss Douce und Miss Kennedys nur bedingt wahrnimmt.
In diesem Kapitel steht die Musik im Vorder- und Hintergrund: In der Bar wird gesungen, die Herren verlangen von den Bardamen, sie mögen „sonner la cloche“ – „die Glocke ertönen lassen“ – eine der Damen tut ihnen den Gefallen und lässt ihren Strumpfhalter auf den Oberschenkel schnalzen. Die Figuren sprechen über musikalische Themen – der Tratsch über Molly bezieht sich hier vornehmlich auf ihre Tätigkeit als Sängerin –, Lied- und Melodiefetzen scheinen in ihrem Bewusstsein auf. Die Struktur des Kapitels ist musikalisch geformt: So kann man die ersten Seiten als Ouvertüre bezeichnen, denn hier werden eine Reihe von – dem Leser zunächst unverständlichen – Sätzen exponiert, die erst im weiteren Verlauf ausgeführt werden und somit ihren Sinn im Handlungsgefüge erhalten, dann wiederholt und variiert werden. Der erste „Satz“ lautet zum Beispiel „Bronze bei Gold hörte die Hufeisen, stahlklingend.“ Zwei Seiten später wird er sinnhaft erweitert: „Bronze bei Gold, Miss Douces Kopf neben Miss Kennedys Kopf über der Kreuzblende der Ormond-Bar, hörte die vizeköniglichen Hufe vorüberklappern, klingenden Stahl.“ – was gegen Ende bruchstückhaft wieder aufgegriffen wird: „Nah Bronze von nah, nah Gold von fern“.
Die Sprache selbst ist rhythmisch. Teilweise imitiert sie den Rhythmus bestimmter Lieder. Dies ist als weiterer Versuch Blooms, den Gedanken an Mollys Ehebruch durch Erinnern oder Summen bestimmter Melodien zu verdrängen, interpretierbar. Dabei verwendet Joyce nicht nur musikalische Fachbegriffe („Eine Duodene von Vögeltönen zwitscherte hell diskantene Antwort“), sondern setzt auch musikalische Zeichen ein, wie das Wiederholungszeichen „:“, das auf Blooms kreisende Gedanken hinweist. Verschiedene Geräusche werden lautmalerisch dargestellt („Tapp. Tapp. Ein Jüngling, blind, mit tappendem Stock, kam tapptapptappend an Dalys Fenster vorbei“).
Die Personen und ihr Handeln werden vom Erzähler mit Begriffen und zahlreichen Zitaten aus musikalischen Werken beschrieben, wobei das Spektrum (meist irische) Volkslieder bis große Bühnenwerke wie Mozarts Don Giovanni umfasst. Unter anderem werden Meyerbeer, Händel, Balfe, Mozart, Verdi, Flotow, Offenbach, Donizetti und Bellini zitiert. Insgesamt sind Anspielungen auf über 150 musikalische Werke entdeckt worden.
Die titelgebenden Sirenen werden durch die Bardamen (hinter einem „Thekenriff“) repräsentiert, deren Verführungskünsten Bloom wie seinerzeit Odysseus ohne Gefahr gegenübertreten kann.
- Ort: Konzerthalle
- Uhrzeit: 4 Uhr nachmittags
- Organ: Ohr
- Wissenschaft: Musik
- Farbe: –
- Symbol: Bardamen
- Technik: Fuga per canonem
- Korrespondenzen:
  - Sirenen: Bardamen
  - Insel: Bar

#### 12. Kapitel – Der Zyklop
Für dieses Kapitel namens „Der Zyklop“ wählte Joyce verschiedene Formen des Berichtes. So wird es zum einen aus der Perspektive eines namenlosen Mannes erzählt, der unterwegs Hynes trifft, mit ihm in den Pub geht und dort auf Alf Bergmann und den sogenannten „Bürger“ stößt. Später kommt Bloom hinzu, um auf Martin Cunningham zu warten. Für diese Textpassagen wird ein schnodderiger, den mündlichen Sprachduktus imitierender Slang verwendet: „Igittigitt! Und das nimmt und nimmt kein Ende, das Gefaxe mit dem Pfötchengeben und Alf versucht die ganze Zeit, daß er nicht von dem verdammten Barhocker runterrutscht und dem verdammten alten Hund obendrauf, und dabei redet er allen möglichen Stuß vonwegen Erziehung durch Güte und reinrassiger Hund und intelligenter Hund: Die Krätze hätt man kriegen können.“
Diese Passagen werden zu anderen in Kontrast gesetzt, die sich eines elaborierten Stiles bedienen, der die Schriftlichkeit gehobener Zeitungsberichte nachahmt und parodiert (eine literarische Technik, die Joyce selbst „Gigantismus“ nannte): „Das letzte Lebewohl war ungemein ergreifend. Von den Glockentürmen fern und nah läutete unablässig die Totenglocke, indessen um den finsteren Bezirk die unheilkündende Warnung von wohl hundert gedämpften Trommeln rollte, bekräftigt vom Dröhnen zahlreicher Artilleriegeschütze.“
Das Thema des Kapitels ist der Antisemitismus, dem Bloom als Jude ausgesetzt ist. Der Bürger stellt sich als engstirniger irischer Nationalist heraus und fängt an, Bloom zu belästigen. Schnell treten seine antisemitischen Ansichten hervor, und die Atmosphäre wird immer gespannter. Als Martin Cunningham schließlich eintrifft, nimmt er Bloom mit sich, da dieser gerade begonnen hat, sich verbal gegen die Attacken zu wehren. Der schreiende und tobende Bürger wirft eine Keksdose hinterher – wie Polyphem, der Odysseus einen Felsen nachschleudert.
Der gehobene Schreibstil mündet gegen Ende in eine Imitation des Verkündigungstones der Prophezeiungen des Alten Testamentes. „Und dann sehn wir bloß noch, wie die verdammte Kutsche um die Ecke saust und Old Schafsgesicht obendrauf am Fuchteln ist“ wird übersetzt in: „Und es kam eine Stimme vom Himmel und rief: ‚Elias! Elias!‘ Und er antwortete ihr mit einem mächtigen Schrei: ‚Abba! Adonai!‘ Und sie sahen Ihn, ja Ihn, Ben Bloom Elias, inmitten von Wolken von Engeln auffahren zur Herrlichkeit der Helle in einem Winkel von fünfundvierzig Grad über Donohoe in der Little Green Street“. Auch auf diese Weise wird das Judentum in diesem Kapitel thematisiert.
- Ort: Kneipe
- Uhrzeit: 5 Uhr nachmittags
- Organ: Muskel
- Wissenschaft: Politik
- Farbe: –
- Symbol: Fenier
- Technik: Gigantismus
- Korrespondenzen:
  - Noman: Ich
  - Stake: Zigarre
  - Challenge: Apotheose

#### 13. Kapitel – Nausikaa
Drei junge Mädchen gehen am Strand von Sandycove spazieren, wo sich auch Bloom aufhält. Die Mädchen necken sich gegenseitig und wollen gerade den Heimweg antreten, als ein Feuerwerk beginnt. Zwei von ihnen gehen ein Stück weiter, um eine bessere Sicht zu haben, die dritte, die – Nausikaa symbolisierende – gehbehinderte Gerty MacDowell, aus deren Perspektive die erste Hälfte des Kapitels erzählt wird, bleibt. Sie und ihre Welt werden sprachlich in der Form sentimentaler viktorianischer Trivialromane dargestellt: „Gerty MacDowell, die unweit von ihren Gespielinnen saß, in Gedanken verloren, den Blick in die weite Ferne gerichtet, war wirklich und wahrhaftig ein Muster liebreizender junger irischer Weiblichkeit […]. Die wächserne Blässe ihres Gesichts wirkte fast vergeistigt in ihrer elfenbeingleichen Reinheit, obschon ihr Rosenknospenmund ein echter Amorsbogen war, griechisch vollkommen.“
Sie setzt sich auf einen Stein, hebt ihre Röcke, um Bloom zu erregen. Dabei stilisiert sie diese Anmache zu einer romantisch-wilden großen Liebe: „Sie hätte gerne nach ihm, erstickend fast, hätte gern die schneeigen Arme ausgestreckt nach ihm, daß er käme, daß sie seine Lippen auf ihrer weißen Stirn fühlte, eines jungen Mädchens Liebesschrei.“
Bloom, aus dessen Sicht der zweite Teil des Kapitels geschildert ist, war an den Strand gekommen, um etwas Ruhe zu finden. Er geht auf die Anmache ein, wobei das junge Mädchen in seinen Gedanken – um sich aufzugeilen – zum „durchtriebenen Luder“ wird: „Teufelinnen sind sie, wenns über sie kommt. Dunkles teuflisches Aussehen.“ – Er masturbiert in der Hosentasche, wobei ihm – in welchem Grade bewusst, lässt sich wie so oft in diesem Roman auch hier schwerlich sagen – Assoziationen an Molly und ihren Liebhaber durch den Sinn gehen: „War das vielleicht grad der Moment, wo er, sie?/ Oh, er hats. In ihr. Sie hats. Geschafft/ Ah!/ Mr. Bloom zog sich mit sorgsamer Hand das nasse Hemd zurecht. Meingott, dieser kleine hinkende Teufel. Fühlt sich langsam doch kalt an und klamm. Die Nachwirkung nicht gerade angenehm. Trotzdem, irgendwie muß mans ja loswerden.“ Blooms Orgasmus wird durch die Beschreibung des gleichzeitig stattfindenden Feuerwerks geschildert.
Gegen Ende des Kapitels beschäftigt Bloom sich noch mit dem Brief von Martha, der somit – zusammen mit seinem voyeuristischen Erlebnis am Strand – den Status einer kleinen Rache an seiner ihn ständig betrügenden Frau erhält.
- Ort: The Rocks
- Uhrzeit: 8 Uhr abends
- Organ: Auge, Nase
- Wissenschaft: Malerei
- Farbe: grau, blau
- Symbol: Jungfrau
- Technik: Anschwellen, Abschwellen
- Korrespondenzen:
  - Phäakia: Meerstern
  - Gerty: Nausikaa

#### 14. Kapitel – Die Rinder des Sonnengottes
Im Frauenspital von Dublin liegt Mina Purefroy, eine Bekannte Blooms, in den Wehen. Bloom möchte sie besuchen, wird jedoch nicht zu ihr vorgelassen. Stattdessen begibt er sich in den Aufenthaltsraum der Ärzte und trifft dort auf Stephen, der mit Buck Mulligan und anderen Medizinstudenten ein Saufgelage abhält. Später ziehen alle los, um in einem Pub weiterzutrinken, und danach weiter zum Bordell der Bella Cohen.
Dieses ist das berühmte Kapitel, in dem die Entwicklung des Sprachstils und der Sprache selbst vom Altenglischen bis zum zeitgenössischen Dubliner Slang das Wachstum des Embryos im Mutterleib widerspiegelt. Dabei imitiert Joyce den Prosastil verschiedener Epochen und entwirft passende Szenarien. Die Helden unseres Romans agieren abschnittweise wie typische Figuren dieser Texte.
So macht beispielsweise unser Protagonist im Laufe des Kapitels folgende Metamorphose durch:
- „Ein man aldo stant der ein farensman waz an des hvs tor da nacht nider nu kam. Von Jisraels volc dise man waz vn haert gewandelet vil vnde gefaren vf erden.“
- „Unde Childe Leopold offent sin helmevenster umb daz er ihm gevellic seie und tat er ein lützel zoc under ougen uz vriuntschaft danne er niemer sunsten nit tranc iender ein met“,
- „Aber Sir Leopold war arg duster nun […] vnd er gedaht an sein gut frauwe Marion die jm ein einzicht menlich kint geboren welchs war am seim eilfften lebens tag gestorben vnt kont nit gerett werden vonne keins menschenkunzt also dunkel ist das schicksal.“
- „Leop. Bloom dort wegens einem schwechzufall den er hett, fühlte sich jetzund aber beßer, nemblich hett ein wunderlich gesicht gehabt dießen abend von seiner dame Mrs. Moll mit rothen pantoffelen und türckischen kniehosen welches von kennern wird für ein zeichen deß wechsels gehalten.“
- „Um nun zu Mr. Bloom zurückzukehren, so hatte dieser gleich bei seinem Eintritt wol so mancherley schamloses Gespötte bemerkt, dasselbe jedoch als die Früchte jenes Alters ertragen, welches gemeinhin dafür gilt, daß es kein Mitleid kennet. Die jungen Spunte steckten, das ist wahr, so voller Streiche als wie große Kinder: die Worte ihrer lärmenden Debatten waren nur schwer zu verstehen und oftmalen nicht eben lieblich.“
- „[So] brach bald ein lebhafter Zank der Zungen aus […] und im beiderseitigen Konsens wurde die schwierige Frage dem Herrn Inseratensammler Bloom mit dem Auftrage vorgelegt, sie alsbald dem Herrn Koadjutor Diakon Dedalus zu submittiren. Bisher schweigsam, ob aus dem Grunde, durch übernatürlichen Ernst nur um so besser jene wunderliche Würde des Gehabens zu entfalten, welche ihm eigen war, oder aus Gehorsam gegen eine innere Stimme, zitierte er kurz und, wie einige meinten, recht obenhin die geistliche Regel, welche dem Menschen zu scheiden verbietet, was Gott zusammengefügt.“
- „Nicht länger mehr ist Leopold, wie er dort sitzt, sinnierend, das Futter der Erinnerung wiederkäuend, jener nüchterne Werbeagent und Inhaber eines bescheidenen Päckleins Obligationen. Er ist der junge Leopold, wie in retrospektivem Arrangement, ein Spiegel in einem Spiegel (he, presto!), er betrachtet sich selbst.“
- „[J]ener wachsame Wanderer […], welch letzterer noch bedeckt war vom Reise- und Kampfesstaub und befleckt vom Kote einer untilgbaren Schändlichkeit, aus dessen standhaftem und beständigem Herzen jedoch nicht Lockung noch Gefahr noch Drohung noch Erniedrigung je konnte das Bild einer wollüstigen Lieblichkeit reißen, welches der begnadete Stift Lafayettes für alle künftigen Zeiten aufgezeichnet hat.“
- „Hinaus stürzt unser Herr Stephen mit einem Schrei, und Krethi und Plethi hinter ihm her, der ganze Verein, Draufgänger, Maulaffen, Wettschwindler, Pillendoktor, Bloom der Pünktliche ihnen auf den Fersen, unter allgemeinem Gegrapsche nach Kopfbedeckung, Eschenstöcken, Degen, Panamahüten und Degenscheiden, Zermatt-Alpenstöcken und was nicht sonst noch allem.“
- „Bravo, Isaacs, man immer wech mit ihnen aus dem Scheißrampenlicht. Komm’ Se mit, Verehrtester? Aber woher denn aufdringlich, im Leben nich. Bloom is sich serr gute Mann.“
- „Wohnt nicht weit vom Mater. geht auch im süßen Joch der Ehe. Kennst seine Holde? Jau, klar doch, det tu ick. Janz flottet Pflänzken. Hab sie mal im Näcklischee jesehn. Also da kommt janz schön wat raus, wenn die Pelle runter jeht.“
- „Von wem hast du den Tip gehabt eigentlich, für das Füllen? […] Von Meister Iste, ihrem vertrauten Manne. Kein Schmu, von dem ollen Leo. […] So ein Dreckskerl von einem scheinheiligen Lügner. […] Ja, also, sag ich, wenn das nich die typisch jiddsche mloche is, ja, dann will ich ne missemeschune haben. […] Was? Wein für den Schleimer Bloom. Was hör ich, was redst du da von Zwiebeln? Bloo? Schnorrt sich Anzeigen zusammen? Von der Photographin das Pappilein, schau mal einer an!“

- Ort: Krankenhaus
- Uhrzeit: 10 Uhr abends
- Organ: Bauch
- Wissenschaft: Medizin
- Farbe: weiß
- Symbol: Mütter
- Technik: Embryonale Entwicklung
- Korrespondenzen:
  - Krankenhaus: Trinacria
  - Krankenschwestern: Lampetie und Phaetusa
  - Horne: Helios
  - Rinder: Fruchtbarkeit
  - Verbrechen: Betrug

#### 15. Kapitel – Circe
In diesem Kapitel, dessen Inhalt einer einzigen phantastischen Halluzination gleicht, besuchen sowohl Bloom als auch Stephen – noch von der Gegenwart des anderen nichts ahnend – Bella Cohens Bordell in Monto, dem Red-light district Dublins, welches im Roman als Nighttown bezeichnet wird. In einer Art „Traumspiel“ greift Joyce das Thema der Vaterschaft erneut auf und parodiert es in extremer Weise, indem er Bloom zur Frau und schwanger werden sowie gebären lässt. In einer sado-masochistischen Sequenz wird er von der Domina Bella zur gegenseitigen Lust gequält: Wie Circe die Gefährten des Odysseus in der Odyssee in Schweine verwandelt, werden hier durch die Macht der Puffmutter die untersten, dreckigsten Seelenschichten der beteiligten Personen nach oben gekehrt. Am Ende flieht Stephen, von Bloom begleitet, aus dem Bordell. Nachdem Stephen draußen von einem Soldaten niedergeschlagen wird, kümmert sich Bloom – hier nun wieder in einer fürsorglichen Vaterrolle – um den Bewusstlosen.
Um dieses Kapitel zu interpretieren, wurden häufig psychoanalytische Vergleiche gezogen. Da Circe schon im antiken Mythos als Zauberin dargestellt wird, schien es ebenfalls nahezuliegen, den Themenbereich „Hexe“, „Hölle“ und „Teufel“ hinzuzunehmen: So ist dies Kapitel als „Satansmesse des freigesetzten Unbewussten“ bzw. als „tiefenpsychologische Walpurgisnacht“ beschrieben worden.
Dies ist das längste Kapitel des Ulysses und in Form eines Dramas geschrieben. Inhalt und Stil erinnern auch an Antonin Artauds surreales Theater.
- Ort: Bordell
- Uhrzeit: Mitternacht
- Organ: Bewegungsapparat
- Wissenschaft: Magie
- Farbe: –
- Symbol: Hure
- Technik: Halluzination
- Korrespondenzen:
  - Circe: Bella

### Nostos

#### 16. Kapitel – Eumaeus
Bloom und Stephen gehen ins Cabman’s Shelter, um etwas zu essen, und treffen dort unter anderem auf einen betrunkenen Matrosen, der von seinen Seefahrten berichtet. Bloom – auch hier in der Vaterrolle – kümmert sich um den betrunkenen Stephen, und nach und nach wächst seine Sympathie für den jungen Dedalus. Am Ende des Kapitels bietet Bloom Stephen an, die Nacht bei ihm zu verbringen.
- Ort: Der Schuppen
- Uhrzeit: 1 Uhr morgens
- Organ: Nerven
- Wissenschaft: Navigation
- Farbe: –
- Symbol: Seeleute
- Technik: Erzählung (alt)
- Korrespondenzen:
  - Skin the Goat: Eumaeus
  - Seemann: Ulysses Pseudangelos: Gemeint ist altgriechisch Ὀδυσσεύς ψευδαγγέλος Odysseus pseudangelos, „Odysseus als falscher Bote“. Hierbei handelt es sich um eine verlorene antike Tragödie, die Aristoteles im 16. Kapitel seiner Poetik erwähnt.[4]
  - Corley: Melanthius (der Ziegenhirt der Odyssee, der den als Bettler verkleideten Odysseus verspottet und dafür kastriert und ermordet wird)

#### 17. Kapitel – Ithaka
Es ist etwa zwei Uhr in der Nacht. Bloom nimmt Stephen mit zu sich nach Hause. Bloom hat seinen Schlüssel vergessen. Er klettert durch ein Fenster ins Haus und schließt dem wartenden Stephen die Tür von innen auf. Bloom bietet Stephen an, in der Eccles Street 7 zu übernachten.
„Wurde der Vorschlag der Asylgewährung angenommen?“
„Er wurde prompt, unerklärlicherweise, auf liebenswürdige Art, mit Dank abgelehnt.“
Sie urinieren gemeinsam im Hof gegen den Zaun und Stephen geht. Bloom verrichtet noch die eine oder andere Handlung und geht dann zu Bett.
War das Kapitel, in dem Vater und Sohn – auf die Odyssee bezogen: Odysseus und Telemach – sich trafen, so greift „Ithaka“ die Episode auf, in der Odysseus sich seinem Sohn zu erkennen gibt. Die Themen dieses Kapitels sind entsprechend einerseits Erkennen und Erkenntnisprozesse, andererseits Vater-Sohn-Beziehungen. Die Handlung wird – mühsam und umständlich – in Form von pseudo-wissenschaftlichen Fragen und Antworten erzählt. Joyce greift dabei auf den Katechismus zurück. Diese Technik, durch die die Szenen eher aufgelöst als dargestellt werden, steht in ironischer Distanz zu dem warmen, freundschaftlichen Gefühl, das zwischen den beiden Männern entsteht. Dass Bloom seinen Schlüssel vergaß, klingt so:
„Welche Handlung führte Bloom beim Eintreffen an ihrem Bestimmungsort aus?“
„Auf der Haustreppe der 4. der äquidifferenten ungeraden Nummern, Eccles Street Nummer 7, führte er mechanisch die Hand in die Gesäßtasche seiner Hose, um den Wohnungsschlüssel herauszuholen.“
„Befand dieser sich dort?“
„Er befand sich in der entsprechenden Tasche der Hose, welche er am vorvorangegangenen Tage getragen hatte.“
„Warum wurde er hierdurch doppelt zum Zorn gereizt?“
„Weil er vergessen hatte und weil ihm einfiel, daß er sich zweimal gemahnt hatte, nicht zu vergessen.“
„Welche Alternativen boten sich nunmehr dem vorsätzlich und (respektive) schlüssellosen Paar?“
„Rein oder Nichtrein. Klopfen oder Nichtklopfen.“
Die genaue Analyse der Situation als Fragespiel verweist ebenfalls auf das psychoanalytische Verfahren nach Sigmund Freud, bei dem eine – wie es ja Stephens psychischer Lage entspricht – fehlende Vaterfigur evoziert werden kann, indem der Psychoanalytiker in Form von Fragen und Antworten eine therapeutische Beziehung zu seinem Patienten aufbaut.
- Ort: Zuhause
- Uhrzeit: 2 Uhr morgens
- Organ: Skelett
- Wissenschaft: Wissenschaft
- Farbe: –
- Symbol: Kometen
- Technik: Katechismus (unpersönlich)
- Korrespondenzen:
  - Eurymachus (der zweite Hauptfreier Penelopes): Boylan
  - Freier: Skrupel
  - Bow: Vernunft

#### 18. Kapitel – Penelope
Es ist Nacht in Dublin. Leopold Bloom hat sich zu Mollys Füßen ins Bett gelegt. Diese erwacht nur halb aus dem Schlaf, ihre Gedanken strömen frei. Der Tag mit allen seinen Eindrücken, Erlebnissen, Geräuschen spielt sich wieder in ihrem Bewusstsein ab. Wie im Traum oder Halbschlaf spielen Erinnerungen und Assoziationen in den Gedankenstrom hinein. Kindheitserinnerungen, erotische Gedanken, Erinnerungen an ihre Jugend in Gibraltar, Gedanken an die Kinder und ihren Mann Leopold, an frühere Wohnorte strömen in acht langen Sätzen ohne Punkt und Komma durch Mollys und der Leser Hirn.
Im Einschlafen denkt Molly daran, wie sie Leopold Bloom schließlich als Partner akzeptierte: „und ich hab gedacht na schön er so gut wie jeder andere und hab ihn mit den Augen gebeten er soll doch nochmal fragen ja und dann hat er mich gefragt ob ich will ja sag ja meine Bergblume und ich hab ihm zuerst die Arme um den Hals gelegt und ihn zu mir niedergezogen daß er meine Brüste fühlen konnte wie sie dufteten und das Herz ging ihm wie verrückt und ich hab ja gesagt ja ich will Ja.“
Mollys „Ja“ beschließt den Roman.
Homer
„Aber Eurynome führte den König und seine Gemahlin
zu dem bereiteten Lager und trug die leuchtende Fackel;
Als sie die Kammer erreicht, enteilte sie. Jene bestiegen
Freudig ihr altes Lager, der keuschen Liebe geheiligt.“
- Ort: Bett
- Uhrzeit: –
- Organ: Fleisch
- Wissenschaft: –
- Farbe: –
- Symbol: Erde
- Technik: Monolog (weiblich)
- Korrespondenzen:
  - Penelope: Erde
  - Netz: Bewegung

## Rezeptionsgeschichte

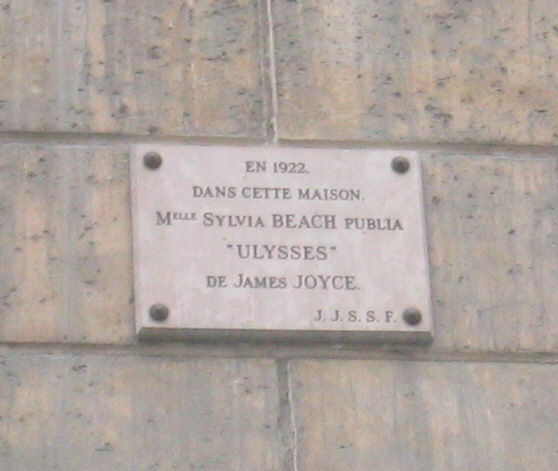
Gedenktafel in der Rue de l’Odéon in Paris

Einzelne Episoden aus Ulysses wurden von 1918 bis 1920 in der New Yorker Zeitschrift The Little Review veröffentlicht. Ab 1919 wurde das Werk auch in einer britischen Zeitschrift publiziert. Wegen seiner damals so empfundenen Obszönität unterlag die Little Review einer starken Zensur und wurde 1920 aufgrund der Veröffentlichung in einem Gerichtsprozess verklagt. Das Werk wurde sowohl in Großbritannien als auch in den USA verboten. Erstmals als Buch herausgegeben wurde der Roman am 2. Februar 1922 (dem 40. Geburtstag des Autors) von Sylvia Beach in Paris. Die erste von James Joyce autorisierte deutsche Übersetzung des Romans lieferte 1927 Georg Goyert. In den 1930er Jahren erschien der Roman dann auch in den USA und in Großbritannien.
Goyerts Übersetzung soll den deutschen Schriftsteller Alfred Döblin inspiriert haben, der damals an seinem Großstadtroman Berlin Alexanderplatz – erschienen 1929 – arbeitete. Tatsächlich gibt es in der Modernität der Erzähltechnik auffällige Parallelen zwischen den beiden Romanen. Döblin bestritt allerdings stets, etwas von Joyce übernommen zu haben.
Die Idee, einen Roman sich über einen einzigen Tag erstrecken zu lassen, hat in der Literatur des 20. und 21. Jahrhunderts einige Nachahmer gefunden, zum Beispiel Virginia Woolfs Mrs. Dalloway, Malcolm Lowrys Unter dem Vulkan, Alexander Solschenizyns Ein Tag im Leben des Iwan Denissowitsch, Don DeLillos Cosmopolis,  oder Saturday von Ian McEwan.
Kurt Tucholsky, der in der Weltbühne Georg Goyerts Übersetzung zu rezensieren hatte, verglich den Roman mit Fleischextrakt: „Man kann es nicht essen. Aber es werden noch viele Suppen damit zubereitet werden.“
1975 übersetzte Hans Wollschläger den Roman in einer von der Kritik seinerzeit sehr gelobten Fassung erneut ins Deutsche. Zum hundertsten Bloomsday 2004 erschien die Wollschläger-Übersetzung in einer ausgiebig kommentierten Version. 2018 wurde die Veröffentlichung einer Überarbeitung der Wollschläger-Übersetzung von der Erbin Wollschlägers Gabriele Wolff untersagt. 2023 erschien eine kurdische (Kurmancî) Übersetzung von Kawa Nemir, an der er etwa 7 Jahre gearbeitet hat.
Virginia Woolf bezeichnete den Roman despektierlich als „die Arbeit eines überempfindlichen Studenten, der sich seine Pickel kratzt“. Dennoch blieb ihr Werk nicht unbeeinflusst von Technik und Stil des Ulysses, was insbesondere in ihrem „experimentellen“ Roman Mrs. Dalloway zum Ausdruck kommt. Auch Woolfs Roman The Waves bedient sich des Bewusstseinsstroms.
Seit 1954 wird der 16. Juni von Schriftstellern, Literaturwissenschaftlern und Lesern als Bloomsday gefeiert.
Ulysses wurde in die ZEIT-Bibliothek der 100 Bücher aufgenommen. Das Buch wurde sowohl von der französischen Le Monde als auch von der britischen BBC zu den 100 wichtigsten Werken der Weltliteratur des zwanzigsten Jahrhunderts gezählt.
Zur Hundertjahrfeier der Erstveröffentlichung des Ulysses hat die Irische Post im Januar 2022 zwei Postwertzeichen herausgegeben.

## Textausgaben

### Englisches Original
- James Joyce: Ulysses. Penguin Books, Wrights Lane 2000, ISBN 0-14-118280-6.
- Ulysses. Annotated Student’s Edition. Penguin Books, Wrights Lane 2000, ISBN 0-14-118443-4.

### Englische überarbeitete Fassung
- Ulysses: A Critical and Synoptic Edition. Garland, 1984: Edited by Hans Walter Gabler.

### Illustrierte Ausgabe
- Ulysses : an illustrated edition ; illustrated by Eduardo Arroyo, New York : Other Press, 2020, ISBN 978-1-63542-026-5

### Deutsche Übersetzungen
- Ulysses. Vom Verfasser autorisierte deutsche Übersetzung von Georg Goyert (1927). Rhein-Verlag, Basel (revidierte Ausgabe 1977, Suhrkamp, Frankfurt am Main). 2014 neu erschienen im Anaconda Verlag, Köln, ISBN 978-3-7306-0157-0.
- Ulysses. Deutsche Übersetzung von Hans Wollschläger (1975). Suhrkamp, Frankfurt am Main 1996, ISBN 3-518-39051-1.

- Penelope. Das letzte Kapitel des ‚Ulysses‘. Engl.-Dtsch. Suhrkamp, Frankfurt am Main 1982, ISBN 3-518-11106-X (enthält den Molly-Monolog auf Englisch und in der deutschen Übersetzung sowohl von Goyert als auch von Wollschläger).
- Ulysses. Kommentierte Ausgabe mit Karten und Personenregister, in der deutschen Übersetzung von Hans Wollschläger. Suhrkamp, Frankfurt am Main 2004, ISBN 3-518-41585-9.
- Ulysses. Revision der Übersetzung von Hans Wollschläger durch Harald Beck mit Ruth Frehner und Ursula Zeller. Beratende Mitwirkung Fritz Senn. Vorwort von Harald Beck. Suhrkamp, Berlin 2018. Die Revision erschien aufgrund eines Einspruchs der Rechteerbin nur in Form eines unverkäuflichen Sonderdrucks.

## Sekundärliteratur
- Frank Budgen: James Joyce und die Entstehung des Ulysses. Suhrkamp, Frankfurt am Main 1977, ISBN 3-518-37252-1.
- Richard Ellmann: Ulysses on the Liffey. Faber and Faber, London 1972; deutsch: Odysseus in Dublin. Suhrkamp, Frankfurt am Main 1978, ISBN 3-518-02726-3.
- Therese Fischer-Seidel (Hrsg.): James Joyce Ulysses – Neuere deutsche Aufsätze. Suhrkamp, Frankfurt am Main 1977, ISBN 3-518-00826-9.
- Hugh Kenner: Ulysses. Suhrkamp, Frankfurt am Main 1977, ISBN 3-518-11104-3.
- Don Gifford: Ulysses Annotated. University of California Press, Berkeley 1989, ISBN 0-520-06745-2.
- Stuart Gilbert: Das Rätsel Ulysses. Suhrkamp, Frankfurt am Main 1990, ISBN 3-518-36867-2.
- Frank T. Zumbach: Joyce’s Ulysses. Piper, München 2000, ISBN 3-492-23138-1.
- Fritz Senn: Nichts gegen Joyce. Aufsätze 1959–1983. Haffmans, Zürich 2002, ISBN 3-251-00023-3.
- Fritz Senn: Nicht nur nichts gegen Joyce. Haffmans, Zürich 2001, ISBN 3-251-00427-1.
- Anthony Burgess: Joyce für Jedermann. Deutsch: Suhrkamp, Frankfurt am Main 2004, ISBN 3-518-45608-3. Englisch: Re Joyce. Norton & Co., New York 1968, ISBN 0-393-00445-7.
- Artikel Ulysses in: Kindlers neues Literaturlexikon. Hg. von Walter Jens. Bd. 8 (Ho–Jz). München 1996, S. 914–918.
- Ulysses. Die unausweichliche Modalität des Sichtbaren. Thomas Trummer (Hg.). Mit einer Einführung in alle achtzehn Kapitel. Beitr. teilw. dt., teilw. engl., Brandstätter, Wien 2004, ISBN 3-85498-378-6.
- Eckhard Lobsien: Die Phantasie des "Ulysses". Lektüre (= Neues Forum für allgemeine und vergleichende Literaturwissenschaft, Bd. 29). Winter, Heidelberg 2005, ISBN 3-8253-5151-3.
- Axel Schmitt: Ulyssism. James Joyce und der „Welt-Alltag einer Epoche“ am 16. Juni 1904. In: Rezensionsforum Literaturkritik.de.
- Stefan Zweig: Anmerkung zu Joyce’s „Ulysses“. In: Rezensionen 1902–1939. Begegnungen mit Büchern. Knut Beck (Hg.). Fischer Taschenbuch Verlag, Frankfurt am Main 1983, ISBN 3-596-22292-3 (E-Text, abgerufen am 1. Februar 2016).

## Andere Medien

### Hörbücher
- Ulysses. 22 Audio-CDs. Englisch. Naxos Audiobooks. ISBN 962-634-309-5.
- Ulysses. 3 mp3-CDs. Englisch. RTÉ Radio Drama Production. RTÉ Radio 1. 1982. Wiederholt 2020 und 2024 auf RTÉ Radio 1 extra. – archive.org.
- Ulysses. Hörspiel. 23 CDs (ca. 1290 Min.) + Booklet. Hörspielbearb., Regie und Musik: Klaus Buhlert. Aus dem Engl. von Hans Wollschläger. Dramaturgie: Manfred Hess. SWR2, Deutschlandfunk. Der Hörverlag, München 2012, ISBN 978-3-86717-846-4.
- Ulysses. 31 Audio-CDs (2289 Min.). Gelesen von über 40 Sprechern. Regie: Ralph Schäfer. Aus dem Englischen von Hans Wollschläger. Der Hörverlag, München 2013, ISBN 978-3-86717-875-4.

### Illustrationen
- Richard Hamilton: Imaging Ulysses wurde um 1995 vollendet und 2002 im British Museum London erstmals gezeigt.[12]:58,133,143
- Saul Field und Morton P. Levitt: Bloomsday – An Interpretation of James Joyce’s Ulysses. New York Graphic Society, 1972.[12]:97,140,142
- Viktor Nono: Ulysses – Eine grafische Interpretation. Klaus Noack, Wegberg 2010, ISBN 978-3-00-030213-8.
- Robert Berry: Ulysses „seen“. Der Roman als Graphic Novel auf der Website des James Joyce Center Dublin. Projektbeginn war 2012, die geschätzte Fertigstellung ist 2022.[13]
- Nicolas Mahler: Ulysses. Der Roman als Graphic Novel, wobei die Handlung von Dublin nach Wien verlegt wurde. Suhrkamp, Berlin 2020, ISBN 978-3-518-47006-0.

### Verfilmungen
- Ulysses. GB 1967. Regie: Joseph Strick. Darsteller: Barbara Jefford, Milo O’Shea, Maurice Roëves u. a.[14]
- uliisses. BRD 1982. Regie: Werner Nekes. Darsteller: Armin Wölfl, Tabea Blumenschein u. a.
- Bloom. Irland 2003. Regie: Sean Walsh. Darsteller: Stephen Rea, Angeline Ball, Hugh O’Connor u. a.

### Musikalische Auseinandersetzung
- Luciano Berio: Thema (Omaggio a Joyce) für Mezzosopran und Tonband (1958) (Verarbeitung von Textpassagen aus dem Sirenen-Kapitel).
- Hans Zender: Stephen Climax, Oper (1979–84, Uraufführung 1986).
- Michael Heisch: Brouillage/Bruitage. Zyklus von instrumentalen und vokalen Solokompositionen mit Bezug auf einzelne Kapitel des Romans (1999, work in progress). Bislang wurden realisiert: Proteus für Kontrabass (1999, revidiert 2002), Hades für Klavier (2000, revidiert 2003), Eumäus für SchauspielerIn (2002), Penelope für Altflöte (2003) und Scylla und Charibdis für Akkordeon (2008).
- Kate Bush : The Sensual World , Titelsong des gleichnamigen Albums aus dem Jahre 1989, ist inspiriert von Mollys Monolog im letzten Kapitel. Ferner wurde dieser direkt zitiert in der überarbeiteten Version Flower of the Mountain auf Bush’s Album Directors Cut, welches 2011 veröffentlicht wurde.

### Landkarten zum „Ulysses“
- Karten von Dublin, mit den Wegen der Hauptpersonen (Memento vom 9. April 2013 im Webarchiv archive.today), abgerufen am 23. Januar 2016.
- Ulysses. Deutsche Übersetzung von Hans Wollschläger (Gebundene kommentierte Ausgabe mit Karten und Personenregister). Suhrkamp Verlag, Frankfurt am Main 2004. ISBN 3-518-41585-9. (Enthält Karten zu jedem Kapitel.)